# Cyathea schliebenii
Cyathea schliebenii är en ormbunkeart som beskrevs av Hermann Johann O. Reimers. Cyathea schliebenii ingår i släktet Cyathea och familjen Cyatheaceae. Inga underarter finns listade.